# 人民劇場 (柏林)

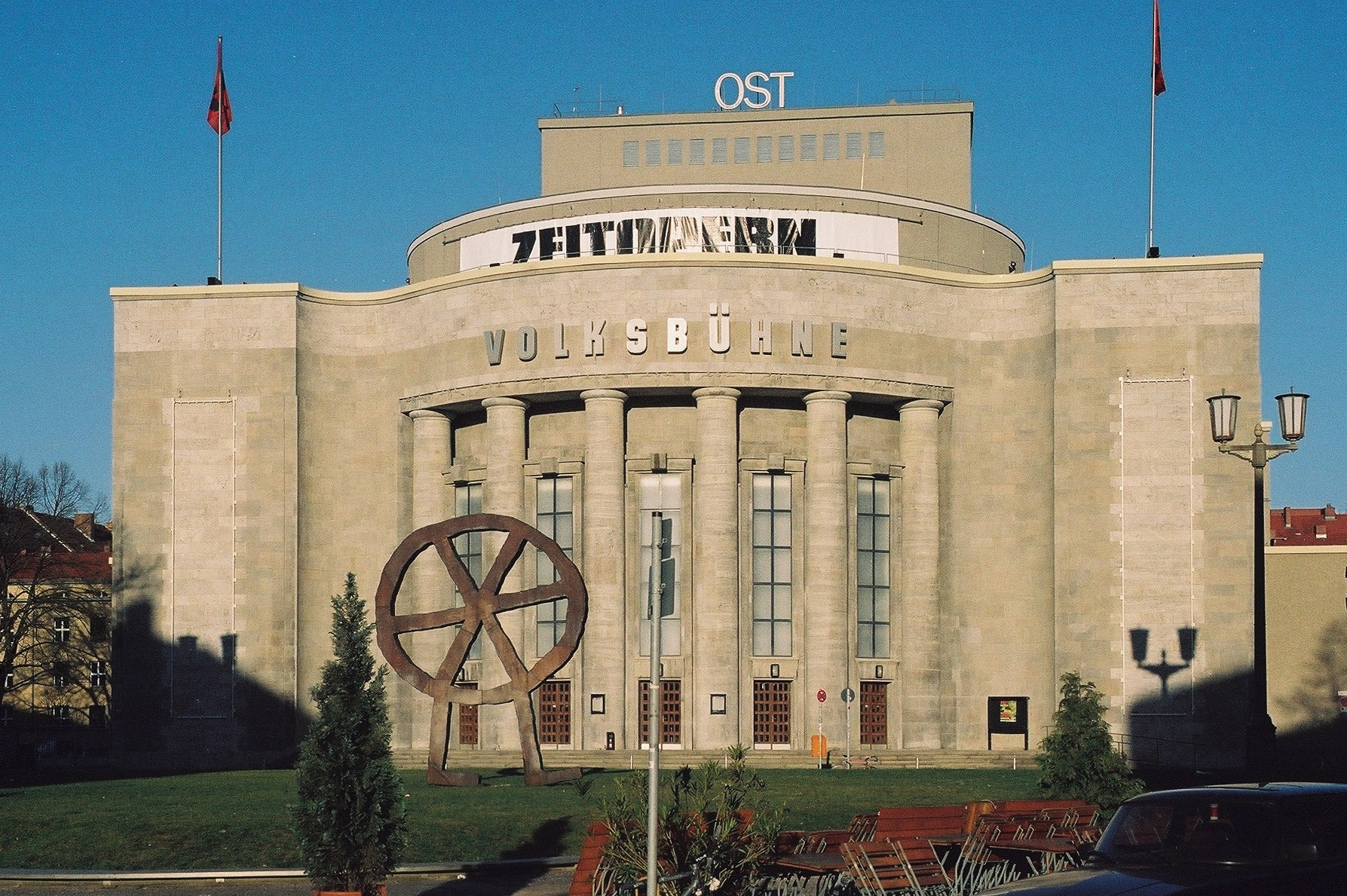
大眾劇場

人民劇場（德語：Volksbühne）是位於德國首都柏林市中心羅莎·盧森堡廣場的一座劇場，也是柏林最具標誌性的一座劇場。人民劇場修建於1913年至1914年，設計者是奧斯卡·考夫曼（Oskar Kaufmann）設計，並在1914年12月30日開幕。二戰期間，人民劇場遭到嚴重破壞。1950年至1954年期間，劇場得到重建。

## 外部連結
- Official Volksbühne website

52°31′37″N 13°24′43″E / 52.52694°N 13.41194°E